# Miguel Hidalgo y Costilla (Escárcega)
Miguel Hidalgo y Costilla es una localidad del estado mexicano de Campeche. Es parte del municipio de Escárcega. La localidad fue establecida el 15 de noviembre de 2009.

## Toponimia
El nombre de la localidad rinde homenaje a Miguel Hidalgo, héroe de la Independencia de México y considerado Padre de la patria.

## Demografía
| Censo | Población |
| ----- | --------- |
| 2010  | 125       |
| 2020  | 1 166     |